# Abaddon Incarnate
Abaddon Incarnate ist eine Death-Metal-Band mit Grindcore-Einflüssen aus Dublin, Irland.

## Geschichte
Die Band wurde 1989 in Dublin als Bereaved gegründet. Nach drei Jahren kam das erste Demo Signs of Death heraus, danach folgte Tortured Souls 1994. Mit dem 1995er Demo When the Demons Come benannte sich die Band in Abaddon Incarnate um. 1996 veröffentlichte die Band eine 2-Track-Promo, das die Aufmerksamkeit des Independent-Labels Season of Mist erregte, welches die Band unter Vertrag nahm. Das Debütalbum mit dem Titel The Last Supper wurde in Finnland aufgenommen und von James Murphy in Florida gemastert. Nach dem Ausstieg von Rob Tierney kam Corey Sloan (unter anderem Arcane Sun und Fifth Dominion) in die Band. Die Band trat anschließend im Vorprogramm von Morbid Angel und Impending Doom auf.
Mit dem 2001er Album Nadir wechselte die Band zum irischen Label Sentinel. Das Album wurde in den Soundlab Studios in Schweden unter der Regie von Mieszko Talarczyk (Nasum) aufgenommen. Nach einigen Umbesetzungen erschien 2003 das dritte Album Dark Crusade auf Xtreem Music. Das vierte Album Cascade erschien 2009 auf Metal Age Productions. 2011 folgte eine Split-CD mit Phobia.

## Stil
Abaddon Incarnate spielt eine Mischung aus Death Metal und Grindcore, der gelegentlich als Deathgrind bezeichnet wird. Die Texte der Band sind antichristlich orientiert.

## Diskografie

### Demos
- 1992: Signs of Death (Demo, als Bereaved)
- 1994: Tortured Souls (Demo, als Bereaved)
- 1995: When the Demons Come (Demo)
- 1996: 2-Song (Demo)
- 2001: 3 Song (Demo)

### Alben
- 1999: The Last Supper (Season of Mist)
- 2001: Nadir (Sentinel)
- 2004: Dark Crusade (Xtreem Music)
- 2009: Cascade (Metal Age Productions)
- 2011: Split-CD mit Phobia (Underground Movement)
- 2014: Pessimist (Candlelight Records)